# بيركلورات الليثيوم
بيركلورات الليثيوم هو مركب كيميائي له الصيغة LiClO4، ويكون على شكل ملح بلّوري أبيض اللون. يوجد بيركلورات الليثيوم على شكل لامائي أو على شكل ثلاثي هيدرات، وهو من المؤكسدات القويّة.

## التحضير
يحضّر مركّب بيركلورات الليثيوم من تفاعل حمض فوق الكلوريك مع كربونات الليثيوم، وذلك حسب التفاعل:
{\displaystyle \mathrm {Li_{2}CO_{3}+2\ HClO_{4}\longrightarrow 2\ LiClO_{4}+H_{2}O+CO_{2}\uparrow } }
كما يمكن أن بحضّر من تفاعل بيركلورات الصوديوم مع كلوريد الليثيوم.
بطريقة أخرى، يحضّر بيركلورات الليثيوم من التحليل الكهربائي لكلورات الليثيوم عند 200 ميلي أمبير/سم2 وذلك عند درجات حرارة تتجاوز 20 °س.

## الخواص
يتبلور بيركلورات الليثيوم عندما يكون بشكل ثلاثي الهيدرات LiClO4 · 3 H2O حسب النظام البلّوري السداسي وذلك في الزمرة الفراغية P63mc. تكون أبعاد الشبكة البلورية كالتالي: a = 7.719 Å و  c = 5.455 Å.
عند تسخين الشكل ثلاثي الهيدرات من بيركلورات الليثيوم إلى درجات حرارة بين 98 - 100 °س فإنّه يفقد جزيئتي ماء ويتحوّل إلى الشكل أحادي الهيدرات، في حين أنّ الشكل اللامائي يتشكّل بالتسخين إلى درجات حرارة بين 130 - 150 °س.
يكون للشكل اللامائي بنية بلّورية مختلفة عن الشكل المائي ثلاثي الهيدرات، حيث يتبلور حسب النظام البلوري المعيني القائم في الزمرة الفراغية Pnma بأبعاد الشبكة البلورية كالتالي: a = 8.657 Å و b = 6,912 Å و c = 4.832 Å. يمكن أن توجد أربع صيغ في وحدة الخلية.
يتفكّك بيركلورات الليثيوم عند 380 °س إلى كلورات الليثيوم، وكلوريد الليثيوم والأكسجين. كما يتفكك كلورات الليثيوم في هذه العملية أيضاً.
{\displaystyle \mathrm {2\ LiClO_{4}\ {\xrightarrow {\Delta }}\ LiClO_{3}+LiCl+O_{2}\ \uparrow } }
{\displaystyle \mathrm {2\ LiClO_{3}\ {\xrightarrow {\Delta }}\ 2\ LiCl+3\ O_{2}\uparrow } }
ويكون التفاعل الكلّي:
{\displaystyle \mathrm {LiClO_{4}\ {\xrightarrow {\Delta }}\ LiCl+2\ O_{2}\ \uparrow } }
في حال وجود شوائب في المركب، تحدث عملية التفكك عند درجات حرارة أقل من 300 °س.

## الاستخدامات

### مصدر للأكسجين
تشكّل نسبة الأكسجين في المركّب حوالي 60% من كتلته، لذلك يستخدم بيركلورات الليثيوم كمصدر للأكسجين في بعض مولّدات الأكسجين الكيميائية.

### التحفيز
إنّ انحلالية بيركلورات الليثيوم في المذيبات العضوية كبيرة جداً، مثل إيثانول وأسيتات الإيثيل وثنائي إيثيل الإيثر. تستعمل محاليل بيركلورات الليثيوم في المذيبات العضوية في تفاعل ديلز-ألدر حيث أن Li+ يكون على حمض لويس ويرتبط إلى مواقع لويس القاعدية على الكاشف المحب للديين dienophile، ممّا يسرّع من التفاعل.

### البطاريات
يستخدم بيركلورات الليثيوم ككهرل في بطارية ليثيوم-أيون. يفضّل هذا المركب عن غيره من مركّبات الليثيوم مثل سداسي فلوروفوسفات الليثيوم أو رباعي فلوروبورات الليثيوم وذلك لخصائصه المميّزة من حيث المعاوقة والناقلية الكهربائية والاسترطاب والثباتية المصعدية.

## احتياطات الأمان
إنّ مركّبات فوق الكلورات عادة ما تشكّل مزائج انفجارية مع المركّبات العضوية.